# 史枢
史枢（1221年—1287年），字子明，永清县（今河北省永清县）人，元朝大臣，元世祖时中书省左丞。
史枢祖父史秉直，父亲史天安，伯父史天泽。二十多岁时，他以勋臣之子知中山府。1254年，为征行万户，领新军驻守唐州、邓州。1258年，跟随蒙哥攻打南宋，担任先锋。中统二年（1261年），跟随史天泽北征阿里不哥，平定李璮之乱。至元七年（1270年），担任凤州经略使。至元十二年（1275年），跟随丞相伯颜南下灭南宋，署理安吉州安抚使，后来因病回还。至元二十一年（1284年），从御史中丞转任中书左丞。至元二十三年（1286年），出任山东东西道宣慰使，治济南，后治益都。至元二十四年（1287年），史枢卒，时年六十七岁。其子史焕，昭勇大将军、后卫亲军都指挥使，佩金虎符；史煇，奉训大夫、秘书少监。

## 延伸阅读
[在维基数据编辑]
 《新元史/卷138》，出自柯劭忞《新元史》